# Força Aérea do Azerbaijão

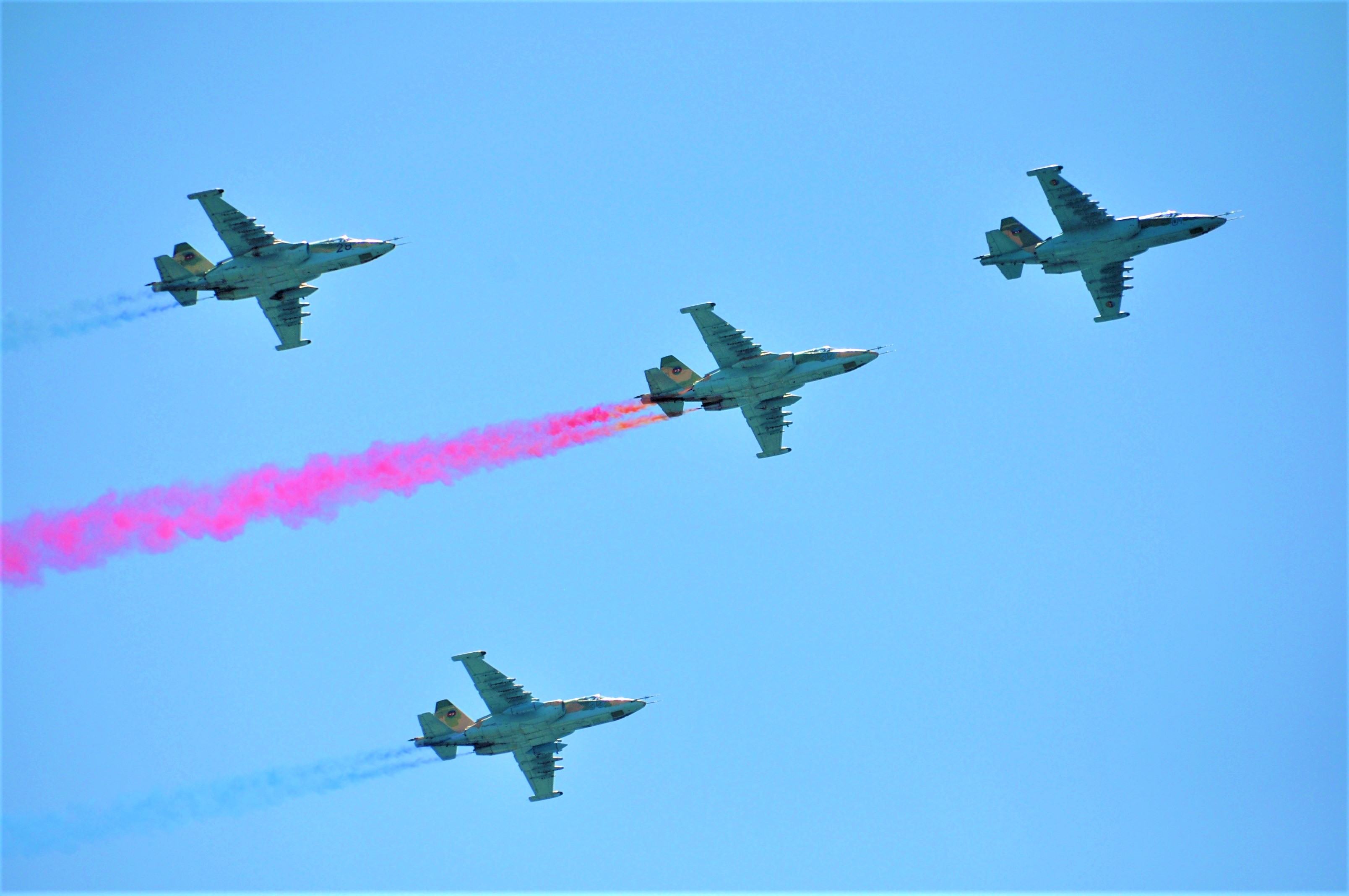
Caças SU-25, de fabricação russa, do Azerbaijão.

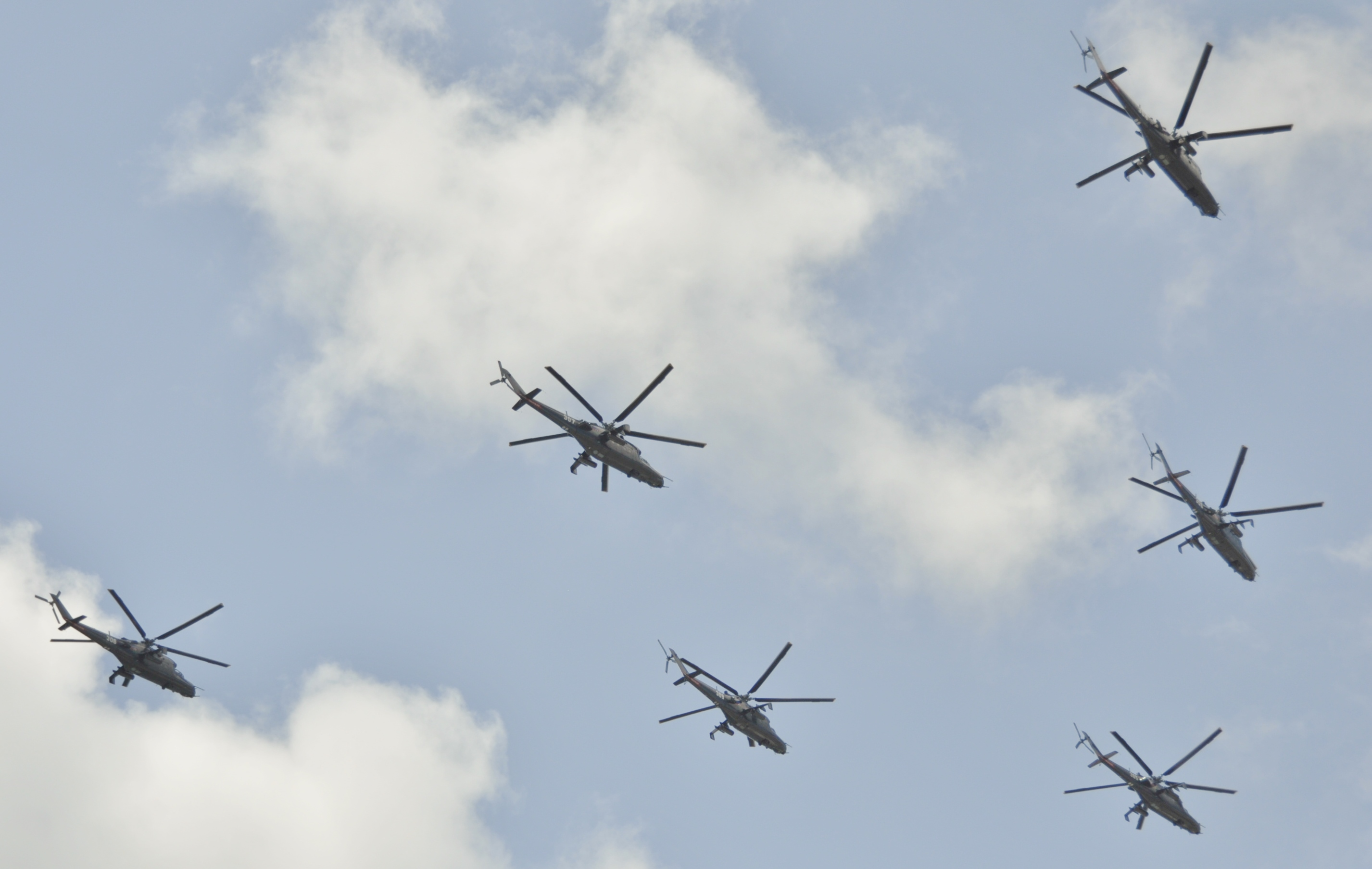
Helicópteros Mil Mi-24.

A Força Aérea do Azerbaijão (em azeri:  Azərbaycan hərbi hava qüvvələri) é a força aérea das Forças Armadas do Azerbaijão.
As raízes da organização actual datam de 26 de Junho de 1918, quando a República Democrática do Azerbaijão comprou o seu primeiro avião militar. Depois da independência em 1991, a presença de antigas bases aéreas soviéticas ajudou no desenvolvimento da Força Aérea deste país.

## Organização actual
O MiG-29 foi designado como o estândar de aeronave para a Força Aérea do Azerbaijão.
A Força Aérea do Azerbaijão era composta por um esquadrão na Base Aérea de Nasosnaya, com MiG-25PDs e vaiantes de treino; um regimento de aviação de bombardeamento na Base Aérea de Kyurdamir; um esquadrão de aviação de transporte no Aeroporto de Ganja; e um esquadrão de helicópteros na Base Aérea de Baku Kala; duas fábricas de reparação de aviões e duas unidades de mísseis de defesa antiaérea. Há outras bases aéreas, como a Base Aérea de Dollyar (a qual acredita-se, segundo Jane Sentinel, que não está operacional), o Aeroporto do Naquivechão, a Base Aérea de Sanqacal e a Base Aérea de Sitalcay.
Os pilotos azeris são treinados na Escola da Força Aérea do Azerbaijão e desenvolvem a sua habilidades nas suas unidades. O Azerbaijão tem um programa de intercâmbio com a Turquia, os Estados Unidos, a Ucrânia e outros países da NATO. A Escola da Força Aérea Turca tem um papel importante na formação militar dos pilotos. Os pilotos azeris também são treinados na Escola de Treino de Pilotos da Ucrânia.

## Eventos recentes
No dia 11 de Fevereiro de 2009, o comandante da Força Aérea, o Tenente-general Rail Rzayev foi assassinado à porta da sua casa. Rzayev teria estado a negociar ligações mais próximas com os Estados Unidos visando à modernização da Força Aérea antes da sua morte, incluindo uma possível compra de aviões de combate americanos. O posto esteve vacante até ser ocupado por outro oficial, Mehtiev, em Dezembro de 2009.
No dia 3 de Março de 2010, um Su-25 da Força Aérea do Azerbaijão caiu na região de Tovuz, no Azerbaijão, morrendo o piloto, Famil Mammadli. Uma investigação foi feita para determinar a causa do accidente.